# 니콜라 드 로렌 공작

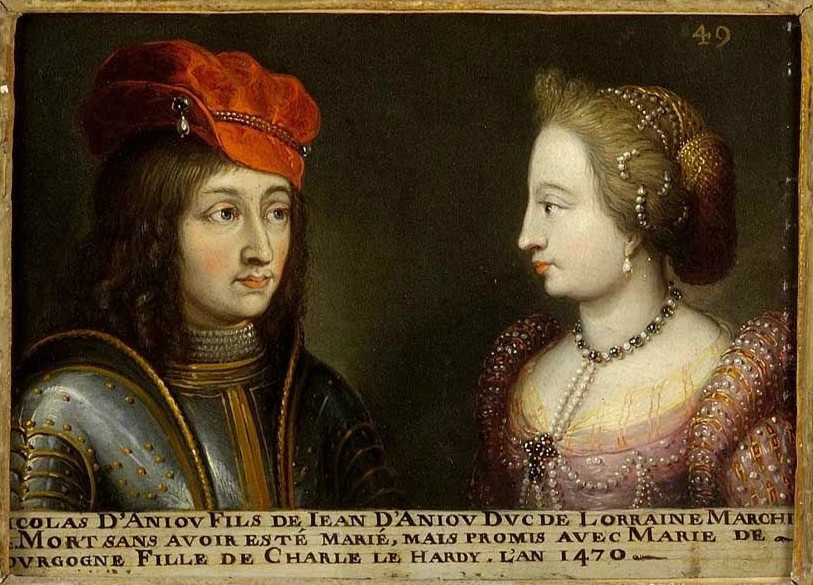

니콜라 드 로렌(Nicolas de Lorraine, 1448년–1473년)은 장 2세 드 로렌과 마리 드 부르봉(Marie de Bourbon)의 차남이다.
니콜라는 낭시에서 태어나고 죽었다. 그는 1470년에 로렌 공작 작위를 계승했고, 몽타푸송 후작과 칼라브리아 공작, 지로나 대공 그리고 바르 공작, 나폴리, 아라곤의 예상 후계자 작위를 맡았다.
그는 투아르 자작부인 안 드 프랑스와 약혼을 했고, 그녀의 작위를 사용했지만, 그녀와 결혼은 하지 않고 오직 다마르탱 백작 장 4세 드 샤반의 아내가 되는 마르그리트(Marguerite)라는 사생녀를 두었다.
일부에서는 그가 루이 11세가 보낸 수행원에 의해 독살되었다고도 말한다.
그의 죽음으로 로렌 공국은 그의 고모 욜랑드 당주에게 넘어가게 되었다.